# Ormyrus lini
Ormyrus lini är en stekelart som beskrevs av Chen 1999. Ormyrus lini ingår i släktet Ormyrus och familjen kägelglanssteklar.
Artens utbredningsområde är Taiwan. Inga underarter finns listade i Catalogue of Life.